# بهرام صناعی
بهرام صناعی متولد ۱۳۳۶، طی حکم وزیر وقت وزارت راه و ترابری، حمید بهبهانی پس از علی‌محمد نوریان به عنوان معاون وزیر و رئیس سازمان هواشناسی کشور در مهر ماه سال ۱۳۸۸ منصوب گردید.
در آذر ۱۳۹۲ توسط عباس آخوندی طی جلسه تودیع و معارفه درسازمان هواشناسی تودیع و داود پرهیزگار جایگزین وی گردید.
بهرام  صناعی در گفتگو با خبرنگار جامعه فارس درباره تأثیر سیاست‌های کشورهای استعماری بر وضعیت  آب و هوای ایران گفت: آمریکا در زمینه گرد و غبار موجود در ایران مقصر است 
صناعی در آذر ۱۳۹۱ در نشست خبری حاشیه سومین نمایشگاه راه و شهرسازی در مصلای امام خمینی (ره)اعلام کرد:  با اشاره به وجود ۵۰۳۰ ایستگاه هواشناسی در سراسر کشور آن را گسترده‌ترین شبکه هواشناسی در خاورمیانه دانست و از شش برابر شدن رادارهای هواشناسی در دولت‌های نهم و دهم خبر داد.

## سوابق علمی
صناعی دارای مدرک کارشناسی هواشناسی و مدرک کارشناسی ارشد فیزیک دریا می باشد.

## سوابق اجرایی
بهرام صناعی که از ابتدای مباحث تغییر معاونان در وزارت راه و ترابری نامش به عنوان گزینه اصلی جایگزینی معرفی می‌شد پیش از این نماینده هیئت عالی گزینش در هیات مرکزی گزینش وزارت راه و ترابری و در سمت‌هایی چون معاون فنی و عملیاتی  و معاون پشتیبانی سازمان هواشناسی خدمت کرده و در آخرین سمت خود در دوره ریاست علی‌محمد نوریان،به عنوان مشاور پژوهشی سازمان عهده دار مسئولیت بود وی پس از شروع به کار دولت دهم  طی حکمی از سوی وزیر وقت وزارت راه و ترابری، حمید بهبهانی پس از علی‌محمد نوریان به عنوان معاون وزیر و رئیس سازمان هواشناسی کشور در مهر ماه سال ۱۳۸۸ منصوب شد و در آبان ماه ۹۲ با انتخاب عباس آخوندی به وزارت راه و شهرسازی از این مسوولیت برکنار و به پژوهشگاه اقیانوس شناسی رفت.بهرام صناعی در پژوهشگاه اقیانوس شناسی در ابتدا به عنوان معاون توسعه و پشتیبانی پژوهشگاه ملی اقیانوس ‎شناسی و علوم جوی مشغول به فعالیت شد.
پس از مدتی با تغییرات در ریاست پژوهشگاه  به عنوان مدیر ارتباط با صنعت پژوهشگاه مدتی فعالیت کرد و مجدداً به سمت  معاون پشتیبانی پژوهشگاه انتخاب شد و سرانجام در سال ۹۶ بازنشسته گردید.